# Scyllarus
Scyllarus é um género de pequenos crustáceos, integrado no grupo conhecido pelo nome comum de cavacos, com distribuição natural nas regiões costeias subtropicais do Oceano Atlântico, incluindo o Mediterrâneo, as Caraíbas e as ilhas e montes submarinos da Macaronésia.

## Taxonomia
Até 2002, o género inclui um numero alargadao de espécies, mas uma revisão da taxonómica publicada nesse ano transferiu muitas espécies para outros géneros. A partir dessa revisão, o géneros Scyllarus inclui as seguintes espécies:
- Scyllarus americanus (Smith, 1869)
- Scyllarus arctus (Linnaeus, 1758)
- Scyllarus caparti Holthuis, 1952
- Scyllarus chacei Holthuis, 1960
- Scyllarus depressus (Smith, 1881)
- Scyllarus paradoxus Miers, 1881
- Scyllarus planorbis Holthuis, 1969
- Scyllarus pygmaeus (Bate, 1888)
- Scyllarus subarctus Crosnier, 1970